# فوستوریا (آیووا)
فوستوریا (به انگلیسی: Fostoria) شهری در ایالت آیووا کشور ایالات متحده آمریکا است که جمعیت آن در سرشماری سال ۲۰۱۰ میلادی، ۲۳۱ نفر بوده‌است.